# John Tlale
John Rantsi Tlale (ur. 15 maja 1967) – południowoafrykański piłkarz grający na pozycji bramkarza. W reprezentacji Republiki Południowej Afryki rozegrał 8 meczów.

## Kariera klubowa
Karierę piłkarską Tlale rozpoczął w klubie Bloemfontein Celtic. W 1992 roku zadebiutował w jego barwach w pierwszej lidze południowoafrykańskiej. Następnie w połowie tamtego roku odszedł do Welkom Stars, w którym występował przez 3 sezony.
W 1995 roku Tlale został piłkarzem Mamelodi Sundowns. W Mamelodi Sundowns grał do końca sezonu 2001/2002. Wraz z zespołem Mamelodi Sundowns trzykrotnie wywalczył mistrzostwo Republiki Południowej Afryki w latach 1998, 1999 i 2000. Zdobył również Rothmans Cup w 1999 roku. W 2002 roku odszedł do Spartaka Pretoria, gdzie grał przez sezon. W 2003 roku zakończył karierę piłkarską.
| Sezon   | Klub                | Kraj              | Rozgrywki             | Mecze | Bramki |
| ------- | ------------------- | ----------------- | --------------------- | ----- | ------ |
| 1992    | Bloemfontein Celtic | Południowa Afryka | I. liga               | 3     | 0      |
| 1992    | Welkom Stars        | Południowa Afryka | I. liga               | 17    | 0      |
| 1993    | Welkom Stars        | Południowa Afryka | I. liga               | 34    | 0      |
| 1994    | Welkom Stars        | Południowa Afryka | I. liga               | 30    | 0      |
| 1995    | Mamelodi Sundowns   | Południowa Afryka | Premier Soccer League | 25    | 0      |
| 1996/97 | Mamelodi Sundowns   | Południowa Afryka | Premier Soccer League | 37    | 0      |
| 1997/98 | Mamelodi Sundowns   | Południowa Afryka | Premier Soccer League | 21    | 0      |
| 1998/99 | Mamelodi Sundowns   | Południowa Afryka | Premier Soccer League | 33    | 0      |
| 1999/00 | Mamelodi Sundowns   | Południowa Afryka | Premier Soccer League | 22    | 0      |
| 2000/01 | Mamelodi Sundowns   | Południowa Afryka | Premier Soccer League | 13    | 0      |
| 2001/02 | Mamelodi Sundowns   | Południowa Afryka | Premier Soccer League | 22    | 0      |
| 2002/03 | Spartak Pretoria    | Południowa Afryka | Mvela League          | ?     | 0      |

## Kariera reprezentacyjna
W reprezentacji Republiki Południowej Afryki Tlale zadebiutował w 1999 roku. W swojej karierze trzykrotnie był powołany do kadry RPA na Puchar Narodów Afryki: w 1996 (mistrzostwo Afryki), w 1998 (wicemistrzostwo Afryki) i w 2000 roku (3. miejsce), ale na każdym z nich był rezerwowym bramkarzem i nie wystąpił ani razu. W kadrze narodowej od 1997 do 2002 roku rozegrał 8 meczów.